# ژانویه ۲۰۰۹
ژانویه ۲۰۰۹ یکی از ماه‌های ۲۰۰۹ (میلادی) است.

## ۱ ژانویه ۲۰۰۹
- حمله به منزل شیرین عبادی

گروهی افراد ناشناس با حمله ور شدن به منزل شیرین عبادی، برنده جایزه نوبل ۲۰۰۳، وی را متهم به حمایت از اسرائیل نمودند. اتحادیه اروپا پیشتر نگرانی خود را از وضعیت عبادی اعلام کرده بود. سی ان ان

## ۲ ژانویه ۲۰۰۹
- عملیات انتحاری در بغداد

یک عملیات انتحاری در منطقه اهل تسنن در یوسفیه در عراق منجر به کشته شدن بیش از ۳۰ نفر و زخمی شدن بیش از ۱۱۰ نفر گردید. بی بی سی
- اخراج مسافرین مسلمان

پس از احساس ناآرامی مسافرین، ۹ مسافر مسلمان از سوار شدن بر یک فروند هواپیمای مسافربری در آمریکا بدلایل «مکالمات مشکوک آنان» منع شدند. شرکت هواپیمایی ایر ترن نهایتا از آنان معذرت خواهی نمود، ولی از سوار کردن آنان خودداری ورزید. رویترز، آسوسیتد پرس

## ۳ ژانویه ۲۰۰۹
- حمله زمینی ارتش اسرائیل به غزه

در حالی که بمباران مواضع حماس در شهرهای نوار غزه ادامه دارد، لحظاتی پیش تانک‌های مرکاوا نیروهای دفاعی اسرائیل از گذرگاه بیت هانون عبور کردند. بی‌بی‌سی فارسی، یدیعوت اخرونوت
- پرواز اروپایی به بغداد پس از ۱۷ سال

برای اولین بار در ۱۷ سال اخیر، پروازی تجاری میان اروپا و عراق در فرودگاه بین‌المللی بغداد به زمین نشست. این پرواز توسط شرکت سوئدی نوردیک لژر (Nordic Leisure) انجام شد. از سال ۱۹۹۰ میلادی و در پی اشغال کویت توسط عراق، سازمان ملل متحد در مورد انجام پروازهای هوایی به عراق اعلام تحریم کرده بود. بی‌بی‌سی فارسی

## ۴ ژانویه ۲۰۰۹
- حمله حماس به طرفداران فتح در نوار غزه

به گفته مسئولین جنبش فتح، اعضای حماس با حمله به منازل طرفداران شناخته‌شده جنبش فتح در نوار غزه، به پاهای ۷۵ افسر عضو جنبش فتح، شلیک کردند و تعداد ۳۵ فلسطینی عضو فتح را به اتهام «همکاری با اسرائیل» اعدام کردند. جروزالم پست
- مرگ ۳۸ نفر در بمب‌گذاری انتحاری بغداد

یک بانوی بمب‌گذار انتحاری که خود را میان زائران ایرانی پنهان کرده بود، خود و ۳۸ عزادار را در جلوی مسجدی در بغداد کشت. ۱۷ نفر از کشته‌شدگان ایرانی بوده‌اند. اسوشیتد پرس

## ۵ ژانویه ۲۰۰۹
- تشدید حملات بلا وقفه اسرائیل به نوار غزه

حملات اسرائیل به نوار غزه همچنان ادامه دارد و وزارت بهداشت فلسطینیان می‌گوید از روز شنبه گذشته که تهاجم زمینی اسرائیل به نوار غزه شروع شد تاکنون بیش از ۹۰ فلسطینی از جمله ۲۶ کودک کشته شده‌اند. بی‌بی‌سی فارسی
- انصراف بیل ریچاردسون از مقام وزارت در کابینه باراک اوباما

بیل ریچاردسون، فرماندار دموکرات ایالت نیومکزیکو آمریکا که به پست وزیر بازرگانی در دولت باراک اوباما منصوب شده بود، از احراز این مقام اعلام انصراف کرده‌است. او دلیل انصرافش از حضور در دولت بعدی آمریکا را در جریان بودن یک پرونده قضایی که در آن به ارتکاب فساد مالی و تضاد منافع متهم شده، اعلام کرده‌است. بی‌بی‌سی فارسی

## ۶ ژانویه ۲۰۰۹
- مدرسه سازمان ملل در غزه هدف قرار گرفت.

منابع پزشکی فلسطینی می‌گویند بیش از چهل نفر در حمله هوایی اسرائیل به یکی از مدارس سازمان ملل متحد در نوار غزه کشته شده‌اند. بی‌بی‌سی فارسی
- بحران گاز در اروپا

با کاهش جریان گاز در خط لوله انتقال گاز روسیه به اروپا که از اوکراین می‌کذرد، صادرات گاز روسیه به ۶ کشور اروپایی بلغارستان، رومانی، ترکیه، کرواسی، مقدونیه و یونان به‌کلی قطع شد. شرکت گازپروم اوکراین را به دزدیدن گاز از این خط لوله متهم می‌کند. آن‌ها در مورد بهای گاز صادراتی نیز اختلاف دارند. اسوشیتدپرس، شبکه خبر، سی‌ان‌ان

## ۷ ژانویه ۲۰۰۹
- سارکوزی: اسرائیل و حکومت خودگردان فلسطین با آتش بس موافقت کردند.

در حالی که سازمان‌های امدادی در ارتباط با بحران فجیع انسانی در نوار غزه هشدار داده‌اند، نیکولا سارکوزی، رئیس‌جمهور فرانسه اظهار داشت که اسرائیل و تشکیلات خودگردان فلسطینی با طرح آتش بس در غزه که به طور مشترک از سوی فرانسه و مصر پیشنهاد شده‌است، موافقت کرده‌اند.بی‌بی‌سی فارسی

## ۸ ژانویه ۲۰۰۹
- سرویس جهانی بی‌بی‌سی از آغاز به کار تلویزیون فارسی خبر داد

سرویس جهانی بی‌بی‌سی اعلام کرد که شبکه تلویزیونی فارسی بی‌بی‌سی در روز چهارشنبه ۲۵ دی ۱۳۸۷ (۱۴ ژانویه ۲۰۰۹) به صورت رسمی راه‌اندازی خواهد شد. قرار است تلویزیون فارسی بی‌بی‌سی از منابع خبری سرویس جهانی بی‌بی‌سی از جمله بیش از دو هزار خبرنگار در بیش از ۷۰ دفتر خبری در دنیا بهره گیرد. بی‌بی‌سی فارسی، گاردین

## ۹ ژانویه ۲۰۰۹
- هیولت پاکارد مانع فروش محصولات خود به ایران می‌شود

شرکت هیولت پاکارد اعلام کرد که از فروش محصولات خود توسط یک شرکت توزیع‌کنندهٔ تجهیزات کامپیوتری به ایران جلوگیری خواهد کرد. روزنامه آمریکایی بوستون گلوب این شرکت را متهم کرده بود که از طریق شرکت‌های واسطه، بر خلاف مقررات آمریکا که شرکت‌های آمریکایی را از معامله با ایران منع می‌کند، چاپگرهای خود را به ایران می‌فروشد. آسوشیتد پرس، بی‌بی‌سی فارسی
- قطعنامه شورای امنیت درمورد آتش‌بس در غزه

قطعنامه ۱۸۶۰ شورای امنیت برای درخواست آتش بس در غزه با ۱۴ رأی موافق و ۱ رأی ممتنع آمریکا در آخرین ساعات ۸ ژانویه به تصویب رسید. در این قطعنامه خروج نیروهای اسرائیلی از نوار غزه، «ارسال و تقسیم بدون مانع مواد غذایی، سوخت و دارو» و بستن راه‌های قاچاق غیرقانونی جنگ‌افزار و مهمات به نوار غزه پیش‌بینی شده‌است. کاندولیزا رایس وزیر خارجهٔ آمریکا حمایت کامل خود را از مفاد قطعنامه اعلام و علت رأی ممتنع خود را انتظار برای به نتیجه‌رسیدن تلاش‌های میانجی‌گرانه مصر خواند.با این حال نظامیان دو طرف با ادامه حملات خود اعتنایی به قطعنامه شورای امنیت نکردند. دویچه وله فارسی، اسوشیتدپرس، BBC News+اطلاعات بیشتر
- آژانس سازمان ملل فعالیت در غزه را از سر می‌گیرد.

آژانس سازمان ملل در امور امدادرسانی به پناهندگان فلسطینی می‌گوید در پی دریافت ضمانت از اسرائیل در مورد ایمنی کارمندانش، در اولین فرصت ممکن عملیات خود در نوار غزه را از سر خواهد گرفت. پیشتر در اثر برخورد آتش توپخانه اسرائیل به کامیون بالابر سازمان ملل در گذرگاه اِرِز یک نفر کشته و دو نفر مجروح شده بودند. بی‌بی‌سی فارسی
- راهپیمایی برای ادامه ریاست جمهوری ابومازن

آز آن‌جا که امروز دوران ریاست جمهوری محمود عباس به پایان می‌رسد. هزاران فلسطینی در نابلس از جمله تعدادی از اعضای فتح، حماس و نمایندگان مجلس فلسطین خواهان ادامه ریاست او شدند. معان نیوز
- شروع شبکه بیتکوین و استخراج اولین پنجاه بیتکوین عالم

در ساعت 07:35:52 اولین بلاک بیتکوین استخراج شد(احتملا توسط ساتوشی ناکاموتو) و در جهان برای اولین یک کیف پول بیتکوینی روی شبکه بیتکوین صاحب پنجاه عدد کامل بیتکوین شد

## ۱۰ ژانویه ۲۰۰۹
- کمپین یک میلیون امضاء برنده جایزه دوبووار

جایزه سیمون دوبووار در سال ۲۰۰۹ به کمپین یک میلیون امضای جنبش زنان ایران تعلق گرفت. این جایزه هم‌زمان با سالگرد تولد سیمون دوبووار به یک شخص یا نهادی که «برای رهايی زنان» و احقاق حقوق زنان تلاش می‌کند اهدا می‌شود. رادیو زمانه، تغییر برای برابری، رادیو فرانسه

## ۱۱ ژانویه ۲۰۰۹
- دیدبان حقوق بشر: اسرائیل استفاده غیرقانونی از فسفر سفید در غزه را متوقف کند.

دیدبان حقوق بشر، اسرائیل را متهم کرده که از مهمات حاوی فسفر سفید در جنگ نوار غزه استفاده کرده و هشدار داده‌است که غیرنظامیان فلسطینی به این دلیل گرفتار سوختگی‌های شدید شده‌اند. بی‌بی‌سی فارسی
- هشدار اسرائیل به فلسطینیان برای دوری از ساختمان‌های حماس

نیروهای دفاعی اسرائیل از طریق پیام‌های تلفنی و نیز اعلامیه‌هایی که بر فراز نوار غزه فرو ریخته‌است به فلسطینیان هشدار داده که به ساختمان‌هایی که در اختیار نيروهايحماس است نزدیک نشوند. همچنین در طول شب گذشته بیش از چهل حمله به نوار غزه صورت گرفت. به گفته اسرائیل هدف حملات، محل‌های پرتاب موشک، انبار تسلیحات و تونل‌هایی بوده که اعضای حماس برای قاچاق اسلحه به داخل نوار غزه، از آن استفاده می‌کنند. بی‌بی‌سی فارسی

## ۱۲ ژانویه ۲۰۰۹
- پیشروی نیروهای زمینی اسرائیل در پر جمعیت ترین نواحی غزه

نیروهای اسرائیلی به حملات هوایی و زمینی خود به نوار غزه ادامه داده و بنا بر گزارش ها نیروهای زمینی اسرائیل در حال پیشروی در پرجمعیت ترین نواحی نوار غزه هستند. در همین حال، شورای حقوق بشر سازمان ملل متحد که برای رسیدگی به وضع فلسطینیان در نوار غزه، جلسه اضطراری تشکیل داده بود قطعنامه ای در محکومیت اقدامات اسرائیل در نوار غزه صادر کرده و این کشور را متهم به نقض فاحش حقوق بشر کرده است.بی‌بی‌سی فارسی
- ۶۶مین دوره جوایز گلدن گلوب برگزار شد

مراسم شصت‌وششمين دوره جایزه گلدن گلوب ۲۰۰۹ میلادی در هتل بورلی‌هیلز شهر لس‌آنجلس برگزار شد. کيت وينسلت موفق شد دو بار جايزه بهترین بازیگری در نقش اول و مکمل را برای بازی در فیلم‌های راه انقلابی و کتاب‌خوان را از آن خود کند. فیلم میلیونر زاغه‌نشین، ساخته دنی بویل، توانست جایزه بهترين فيلم درام، بهترين کارگردانی، بهترين فيلمنامه و بهترين موسيقی فيلم را از آن خود کند. هیت لجر، به خاطر بازی در نقش جوکر در فيلم شوالیه تاریکی، جايزه بهترين بازيگر مرد در نقش مکمل را دريافت کرد. میکی رورک به خاطر بازی در فيلم کشتی‌گیر جايزه بهترين بازيگر نقش اول مرد را برد و بروس اسپرینگستین، خواننده و ترانه‌سرای معروف راک، برای ترانه اين فيلم جايزه بهترين ترانه را دريافت کردند. رادیو فردا، رادیو زمانه
- روسیه صدور گاز به اروپا را از سر می‌گیرد.

رئیس اتحادیه اروپا اعلام کرد که روسیه صادرات گاز خود را که از خاک اوکراین صورت می‌گیرد را از سر خواهد گرفت.  پیش از این دولت روسیه موافقتنامه ۱۰ ژانویه ۲۰۰۹ میلادی درباره چگونگی انتقال گاز این کشور به اوکراین برای صدور به اروپا را باطل اعلام کرده بود. مقامات روسیه و اتحادیه اروپا این موافقتنامه را بعد از مذاکرات فشرده در مسکو امضا و آن را برای امضای نهایی اوکراین ارائه کرده بودند. BBC News، بی‌بی‌سی فارسی

## ۱۳ ژانویه ۲۰۰۹
- آمریکا: ایران زندانی آمریکایی را آزاد کند

سناتور بیل نلسون از فلوریدا، ایران را متهم به بازداشت مخفیانه و زندانی یک تبعه آمریکا در ایران کرد. هیلاری کلینتون نیز بهبودی روابط با ایران را منوط به دادن اطلاعات در مورد لوینسون از سوی ایران دانست. رابرت لوینسون، مامور سابق اف بی آی، آخرین بار در جزیره کیش دیده شده بود. آسوشیتد پرس، شبکه ان بی سی، فاکس نیوز
- سنگسار شدن دو ایرانی و یک افغانی

دو ایرانی در شهر مشهد با حکم سنگسار اعدام شدند. نفر سوم، که یک تبعه کشور افغانستان بود، توانست خود را از چاله رها کرده و از مرگ نجات یابد. سی‌ان‌ان، بی‌بی‌سی، واشنگتن پست
- ویندوز ۷ در اختیار همگان قرار گرفت

در پی از کار افتادن وب‌گاه شرکت مایکروسافت در اثر هجوم علاقمندان به بارگذاری نسخه آزمایشی ویندوز ۷، جدیدترین نرم‌افزار عامل این شرکت به طور نامحدود در اختیار همه کاربران قرار گرفته‌است. مایکروسافت قصد داشت از ۹ ژانویه ۲۰۰۹ دو و نیم میلیون نسخه از ویندوز ۷ را از طریق اینترنت در اختیار کاربران قرار دهد ولی هجوم علاقمندان عرضه این نرم افزار را یک روز به عقب انداخت و وب‌گاه این شرکت را از کار انداخت. بی‌بی‌سی فارسی

## ۱۴ ژانویه ۲۰۰۹
- آغاز به کار تلویزیون فارسی بی‌بی‌سی

تلویزیون فارسی بی‌بی‌سی روز چهارشنبه ۲۵ دی از ساعت پنج عصر به وقت تهران و ساعت شش به وقت کابل، فعالیت خود را از استودیوی لندن آغاز کرد. بی‌بی‌سی فارسی
- اتحاديه اروپا اجراى سنگسار در ايران را شديدا محكوم كرد

اتحادیه اروپا سنگسار دو مرد در شهر مشهد را «شديدا محكوم كرد» و از نظام جمهورى اسلامى ایران خواست تا این «مجازات غیر انسانی و ظالمانه» را متوقف كند. شيوه اعدام بوسیله عمل سنگسار با محكوميت گسترده محافل حقوق بشرى جهان و سازمان‌هاى بين‌المللى مدافع حقوق انسانی روبرو شده‌است. رادیو فردا، یدیعوت اخرونوت

## ۱۵ ژانویه ۲۰۰۹
- پیوستن عراق به کنوانسیون منع سلاح‌های شیمیایی

عراق به عنوان صد و هشتاد و ششمین کشور جهان، به کنوانسیون منع سلاح‌های شیمیایی پیوست. این معاهده کشورهای عضو را متعهد می‌کند که از توسعه، تولید، استفاده و نگهداری سلاح‌های شیمیایی خودداری کنند. دویچه‌وله فارسی
- «آمریکا نگران برنامه اتمی شاه ایران بود»

آرشیو امنیت ملی آمریکا روز ۲۵ دی ۱۳۸۷ (۱۴ ژانویه ۲۰۰۸) اسنادی را پس از ۳۰ سال منتشر کرد که نشان می‌دهد جرالد فورد و جیمی کارتر روسای جمهوری وقت آمریکا در این دهه از احتمال دستیابی ایران به بمب اتمی نگران بوده‌اند. اسناد تازه نشان می‌دهد که در جریان مذاکرات اتمی ایران و آمریکا در دهه ۷۰ میلادی، محمدرضا شاه پهلوی دستیابی ایران به فناوری انرژی هسته‌ای را حق این کشور می‌دانست. بی‌بی‌سی فارسی+اطلاعات بیشتر

## ۱۶ ژانویه ۲۰۰۹
- قرارداد هسته‌ای آمریکا و امارات

امارات متحده عربی با ایالات متحده آمریکا قراردادی برای ساخت یک نیروگاه هسته‌ای در امارات امضا کردند. گاردین، آسوشیتد پرس
- کشته‌شدن یکی از رهبران ارشد حماس

سعيد صيام، وزیر کشور دولت حماس در غزه به همراه برادرش و چند تن ديگر بر اثر حملات نیروی هوایی اسرائیل کشته شد. بی‌بی‌سی فارسی، آسوشیتد پرس.
- اسرائیل مرکز امدادرسانی سازمان ملل در غزه را گلوله‌باران کرد

بان کی‌مون دبیرکل سازمان ملل متحد از گلوله‌باران یک ساختمان متعلق به آژانس امدادرسانی این سازمان در غزه ابراز خشم کرد. منابع سازمان ملل متحد در غزه اعلام داشتند که پنج گلوله به محوطه دفاتر آژانس امدادرسانی سازمان ملل در شهر غزه برخورد کرده و در نتیجه انفجار آنها، سه نفر زخمی شده‌اند. بی‌بی‌سی فارسی. به نقل از آسوشیتد پرس حملات همچنين باعث نابودی هزاران پوند غذا و کمک‌های پزشکی تهيه شده برای مردم غزه گرديد.

## ۱۸ ژانویه ۲۰۰۹
- راکت‌های فلسطینی آتش‌بس را هدف قرار دادند

ساعاتی پس از آغاز «آتش‌بس یک‌جانبه» از سوی اسرائیل، پنج راکت قسام از غزه به سوی جنوب اسرائیل شلیک شده‌است. بی‌بی‌سی فارسی
- اسرائیل در غزه آتش‌بس اعلام کرد

اسرائیل سه هفته پس از دست زدن به عملیاتی همه‌جانبه علیه حماس در نوار غزه، «آتش‌بس یک‌جانبه» اعلام کرده است. ایهود اولمرت نخست وزیر اسرائیل گفت که اسرائیل به اهداف خود در این عملیات رسیده و حماس - که از غزه به سوی اسرائیل راکت پرتاب می‌کند - شکست خورده‌است. بی‌بی‌سی فارسی
- قطر و موریتانی روابط خود با اسرائیل را به حال تعلیق درآوردند

قطر و موریتانی با متهم کردن اسرائیل به ارتکاب «جنایات جنگی و نسل‌کشی» روابط خود با اسرائیل را به حالت تعلیق درآوردند. تصميم قطر پس از دیدار رهبران کشورهای عرب و مسلمان در دوحه، پایتخت قطر اعلام شد. بی‌بی‌سی فارسی
- توافق روسیه و اوکراین برای به جریان انداختن گاز به اروپا

روسیه و اوکراین به توافقی دست یافته‌اند که براساس آن صادرات گاز روسیه به اروپا از طریق اوکراین پس از تقریبا دو هفته وقفه، به زودی از سر گرفته خواهد شد. بی‌بی‌سی فارسی

## ۲۰ ژانویه ۲۰۰۹
- باراک اوباما ۴۴مین رئیس جمهور آمریکا شد

باراک حسین اوباما ساعت ۱۱:۳۰ صبح سه شنبه به وقت واشنگتن دی‌سی به عنوان چهل و چهارمین رئیس جمهور آمریکا سوگند خورد. بی‌بی‌سی فارسی، نیویورک تایمز
- حضور ۲ میلیون آمریکایی در واشنگتن

بین ۱٬۸۰۰٬۰۰۰ و ۲٬۰۰۰٬۰۰۰ نفر در سرمای صفر درجه در واشنگتن دی سی گردهم آمدند تا شاهد مراسم شروع دوران ریاست جمهوری باراک اوباما باشند. شبکه سی بی اس، تایمز هندوستان، مارکت واچ

## ۲۱ ژانویه ۲۰۰۹
- محکومیت «جاسوسان آمریکا»

دادگاه انقلاب تهران، حکم زندان آرش علایی و کامیار علایی، دو پزشک ایرانی و از فعالان مبارزه با بیماری ایدز در ایران را صادر کرد. این دو برادر به جرم سعی در براندازی نظام جمهوری اسلامی ایران بکمک آمریکا، به ۹ سال زندان محکوم شدند. بی بی سی، لس آنجلس تایمز
- آزادسازی فرزند ارشد بن لادن توسط ایران

سعد بن لادن، فرزند ارشد اسامه بن لادن، که اخیرا توسط ایران آزاد گردیده بود، به پاکستان گریخت. وزارت خزانه داری ایالات متحده آمریکا در پاسخ، دارایی‌های او را ضبط کرد. سعد بن لادن به اتهام دست داشتن در وقایع یازدهم سپتامبر ۲۰۰۱ تحت تعقیب آمریکا بوده‌است. نشریه سکیوریتی منجمنت، شبکه سی بی اس

## ۲۲ ژانویه ۲۰۰۹
- اوباما دستور بسته شدن گوانتانامو و دیگر زندان‌های مخفی را صادر کرد

باراک اوباما، رئیس جمهوری ایالات متحده آمریکا، در دومین روز ورودش به کاخ سفید فرمان تعطیل شدن بازداشتگاه گوانتانامو و همچنین دیگر زندان‌های مخفی سیا را صادر کرد. در حال حاضر ۲۴۵ زندانی با ملیت‌های مختلف در بازداشتگاه گوانتانامو بسر می‌برند. بی‌بی‌سی فارسی، نیویورک تایمز
- «بنجامین باتن» در صدر نامزدهای اسکار قرار گرفت

فیلم «مورد عجیب بنجامین باتن» در ۱۳ مورد نامزد کسب دریافت جایزه اسکار شد. «میلیونر زاغه‌نشین» با نامزدی در ۱۰ ماده پس از بنجامین باتن قرار گرفت و پس از آن فیلم‌های «شوالیه سیاه» و میلک (داستان هاوارد میلک، فعال حقوق همجنس‌گرایان در آمریکا) با هشت نامزدی اسکار، بیشترین تعداد نامزدی را در سال ۲۰۰۸ ازآن خود کردند. همچنین فیلم «والس با بشیر» از کشور اسرائیل به عنوان یکی از نامزدهای بخش بهترین فیلم خارجی انتخاب شد. بی‌بی‌سی فارسی

## ۲۳ ژانویه ۲۰۰۹
- آغاز نخستین آزمایشات سلولهای بنیادی انسان در جهان

یک شرکت در کالیفرنیا از اداره غذا و داروی ایالات متحده آمریکا مجوز یافت تا نخستین آزمایشات بر روی سلولهای بنیادی انسان را به مرحله اجرا درآورد. ام اس ان بی سی، وب ام دی، سی ان ان،
- حمله آمریکا به وزیرستان شمالی در پاکستان ۹ کشته برجای گذاشت

حمله هواپیماهای بدون سرنشین ارتش آمریکا در شمال غرب پاکستان، نه کشته بر جای گذاشت. بر اساس گزارش‌ها دست کم یک موشک به خانه‌ای در شهر میرالی در وزیرستان شمالی اصابت کرد. وزیرستان شمالی، به پایگاه القاعده و شورشیان طالبان تبدیل شده است. بی‌بی‌سی فارسی

## ۲۴ ژانویه ۲۰۰۹
- اوباما کمک مالی به سازمان‌های حمایت از «سقط جنین» را آزاد کرد

باراک اوباما، رئیس جمهوری آمریکا، اجازه اعطای کمک‌های مالی آمریکا به سازمان‌های غیردولتی داخلی یا خارجی که از سقط جنین حمایت می‌کنند را صادر کرد. جورج دبلیو بوش، رئیس جمهوری سابق آمریکا، با صدور فرمانی هرگونه کمک به سازمان‌های طرفدار سقط جنین را ممنوع کرده بود. بی‌بی‌سی فارسی

## ۲۵ ژانویه ۲۰۰۹
- مقر مهم ببرهای تامیل در «تصرف» ارتش سریلانکا

ارتش سریلانکا می‌گوید که بندر مولایتیوو، آخرین شهری که در دست شورشیان ببرهای تامیل بود را به تصرف کامل خود در آورده است. ببرهای تامیل بیش از ۲۵ سال است که با دولت مرکزی سریلانکا درگیر بوده‌اند. بی‌بی‌سی فارسی

## ۲۶ ژانویه ۲۰۰۹
- حذف سازمان مجاهدین خلق از فهرست گروه‌های تروریستی اروپا

اتحادیه اروپا نام سازمان مجاهدین خلق ایران را از فهرست این اتحادیه از «گروه‌های تروریستی» حذف کرد. بر اساس تصمیم که توسط وزرای خارجه ۲۷ کشور عضو اتحادیه اروپا اتخاذ شد، محدودیت‌های ایجاد شده بر روی دارایی‌های سازمان مجاهدین خلق رفع خواهد شد. بی‌بی‌سی فارسی
- «پیروزی» طرفداران اصلاحات در همه‌پرسی بولیوی

همه‌پرسی عمومی در بولیوی درباره «قانون اساسی جدید» با آرامش در این کشور برگزار شد. نظرسنجی‌های اولیه حاکی از پیروزی جناح طرفدار اصلاح قانون اساسی به رهبری ایوو مورالس، رئیس‌جمهور چپ‌گرای بولیوی، در همه‌پرسی است. بی‌بی‌سی فارسی

## ۲۷ ژانویه ۲۰۰۹
- تولد نوزادان هشت قلو

یک زن آمریکایی موفق به دنیا آوردن نوزادان هشت قلو شد. تیم پزشکی ۴۶ نفره در بیمارستان کایزر در حومهٔ لس آنجلس از عملیات پزشکی این تیم در به دنیا آوردن این ۶ پسر و ۲ دختر از مادرشان اظهار خوشنودی کرد. واشنگتن تایمز، دیلی میرور لندن
- حمله هوایی اسرائیل به جنوب غزه

اسرائیل چند ساعت پس از کشته‌شدن یکی از سربازانش، به غزه حمله هوایی کرده است. این سرباز اسرائیلی بر اثر یک انفجار در گذرگاه مرزی کیسوفیم کشته شده‌بود. بی‌بی‌سی فارسی
- اوباما: ایران مشت گره کرده را کنار بگذارد.

باراک اوباما، رئیس جمهور آمریکا، در مصاحبه‌ای با شبکه تلویزیون ماهواره‌ای العربیه، مستقر در دوبی، ضمن تشریح سیاست دولت خود در مورد منطقه خاورمیانه و جهان اسلام، گفته است که اگر ایران ابراز دشمنی را کنار بگذارد، آمریکا آماده برقراری ارتباط دوستانه با این کشور است. بی‌بی‌سی فارسی

## ۲۸ ژانویه ۲۰۰۹
- اسرائیل دیپلمات‌های ونزوئلا را اخراج کرد

وزارت امور خارجه اسرائیل در واکنش به فرمان هوگو چاوز، رئیس‌جمهوری ونزوئلا برای قطع روابط اسرائیل و ونزوئلا، دیپلمات‌های ونزوئلا را «عنصر نامطلوب» خوانده و به آنها ۴۸ ساعت فرصت داده تا خاک اسرائیل را ترک کنند. بی‌بی‌سی فارسی، یدیعوت اخرونوت

## ۲۹ ژانویه ۲۰۰۹
- صدها هزار نفر در اعتصاب فرانسه شرکت کردند

صدها هزار نفر از نیروی کار فرانسه در اعتصابی یک روزه در این کشور شرکت کرده‌اند تا به آنچه عدم اقدام دولت در قبال حفاظت از مشاغل و دستمزدها در دوره کساد اقتصادی می‌دانند، اعتراض کنند. بی‌بی‌سی فارسی
- تقاضای سازمان ملل متحد برای کمک ۶۰۰ میلیون دلاری به مردم غزه

سازمان ملل متحد در صدد جمع آوری بیش از ۶۰۰ میلیون دلار برای کمک به مردم غزه جهت ترمیم خسارات و صدمات ناشی از تهاجم سه هفته‌ای اسرائیل به نوار غزه‌است. بی‌بی‌سی فارسی

## ۳۱ ژانویه ۲۰۰۹
- رای‌گیری در انتخابات عراق آغاز شد

مردم عراق در نخستین رای‌گیری ملی طی چهار سال اخیر، شوراهای جدید استانی را انتخاب خواهند کرد و انتظار می‌رود مشارکت اقلیت سنی در رای‌گیری گسترده باشد. این انتخابات را آرام ترين انتخابات عراق از زمان سقوط صدام حسین توصیف کرده‌اند.بی‌بی‌سی فارسی، فرارو
- مربی جدید تیم ملی بیسبال ایران

یک مربی آمریکایی اهل فلوریدا بنام جراردو کابریرا روز گذشته بعنوان مربی جدید تیم ملی بیسبال ایران انتخاب شد. خبرگزاری مهر